# Maison Citroen-Cahn
La maison Citroen-Cahn  (en néerlandais : Burgerhuis ou Huis Citroen-Cahn) est un immeuble réalisé par l'architecte Jacques De Weerdt en 1908 dans le style Art nouveau à Anvers en Belgique (région flamande).
L'immeuble a été construit pour Hélène Citroen-Cahn, veuve de son état. La maison est classée et reprise sur la liste des monuments historiques de Berchem depuis le 4 décembre 2003. 

## Situation
Cette maison se situe au no 32 d'Oostenstraat, une artère résidentielle du quartier de Zurenborg à Berchem au sud-est d'Anvers située le long de la voie de chemin de fer et comptant d'autres réalisations de style Art nouveau dues aussi à Jacques De Weerdt aux no 28 (Maison 't Daghet in den Oosten) et 34 (Maison Leys).

## Description
La façade comptant trois niveaux (deux étages) est bâtie en brique blanche régulièrement interrompue par des bandeaux de brique bleu ciel, matériau assez rarement utilisé. Le soubassement est réalisé en pierre de taille. Six ancres de façade sont visibles dont quatre sur le fronton semi-circulaire au sommet duquel un cartouche reprend la date de la construction : 1908. Un pilastre en brique court à chaque extrémité des étages pour se terminer par une sculpture sur pierre.
Le rez-de-chaussée possède trois travées matérialisées par deux baies vitrées et une porte d'entrée située à droite. Les trois impostes forment autant d'ovales sur champ en arc brisé faisant penser à des cœurs. 
La baie rectangulaire du premier étage constituée de quatre fenêtres divisées par des petits bois est précédée d'un balcon en ferronnerie reprenant des droites et des cercles. Ce balcon a une base trapézoïdale légèrement concave reposant sur deux consoles en pierres blanches ornées de décors végétaux. De fines tiges en fer s'extraient du balcon pour aller soutenir une marquise semi-circulaire.

## Source
- (nl) https://inventaris.onroerenderfgoed.be/erfgoedobjecten/7403

## Photos
Photos de la maison Citroen-Cahn